# 春日神社 (京丹後市弥栄町)
春日神社（かすがじんじゃ）は、京都府京丹後市弥栄町和田野にある神社。旧社格は村社。天児屋根命を祭神とする本殿は覆屋の中にあり、一間社流造、軒唐破風付、コケラ葺で、おそらく近代期に再建されたと思われる。

## 祭神
主祭神 は天児屋根命である。境内神社として以下の3社がある。
- 須賀神社　祭神素戔嗚尊　創立年代　不詳
- 稲荷神社　祭神倉稲魂命　創祀　1777年（安永6年）
- 保食神社　祭神宇気母智神　創立年代　不詳

## 歴史
当神社の社宝の箱書きに「長享二年（1488年）三月十六日竹野郡恒枝保椙森神社」とあり、もとは椙森神社と呼ばれていたとされる。かつては鳥取郷8村の氏神だったが、いずれも遠隔の村々であったため、それぞれ分離したとされる。氏子戸数は明治末期の記録で30戸余りであった。
現代には弥栄町和田野の人家が密集する地域にあるが、神社近くに「神幸所」の跡と呼ばれる史跡があり、かつては神聖な場所ゆえに血で汚すことを厭い、この付近での出産を禁止したという言い伝えが残る。
1,123坪の境内にある本殿は、江戸時代には何度か再築されており、宝暦9年（1759年）と慶応2年（1866年）の再建棟札がある。現存する社殿は梁桁212センチメートル、桁行227センチメートル。上家があり、梁行590センチメートル、桁行740センチメートル。
境内社のうち、須賀神社は、俗に「和田野の天王さん」と称され、祭日の1月18日に区で供え物をする。1667年（寛文7年）に現在の峰山町安（やす）から牛頭天皇宮を分祀したもので、明治期初めに当社境内の山に遷座した。安の「天王さん」はその後さびれたが、和田野では農耕の神として1950年代までは近郷から農家がこぞって詣で、祭礼日には雪のなかに露店が並ぶ賑わいを見せた。農家の労働力が牛から耕運機に移行すると参る人が減ってさびれ、交通安全の神に切り替える検討がなされたことがある。

## 年中行事

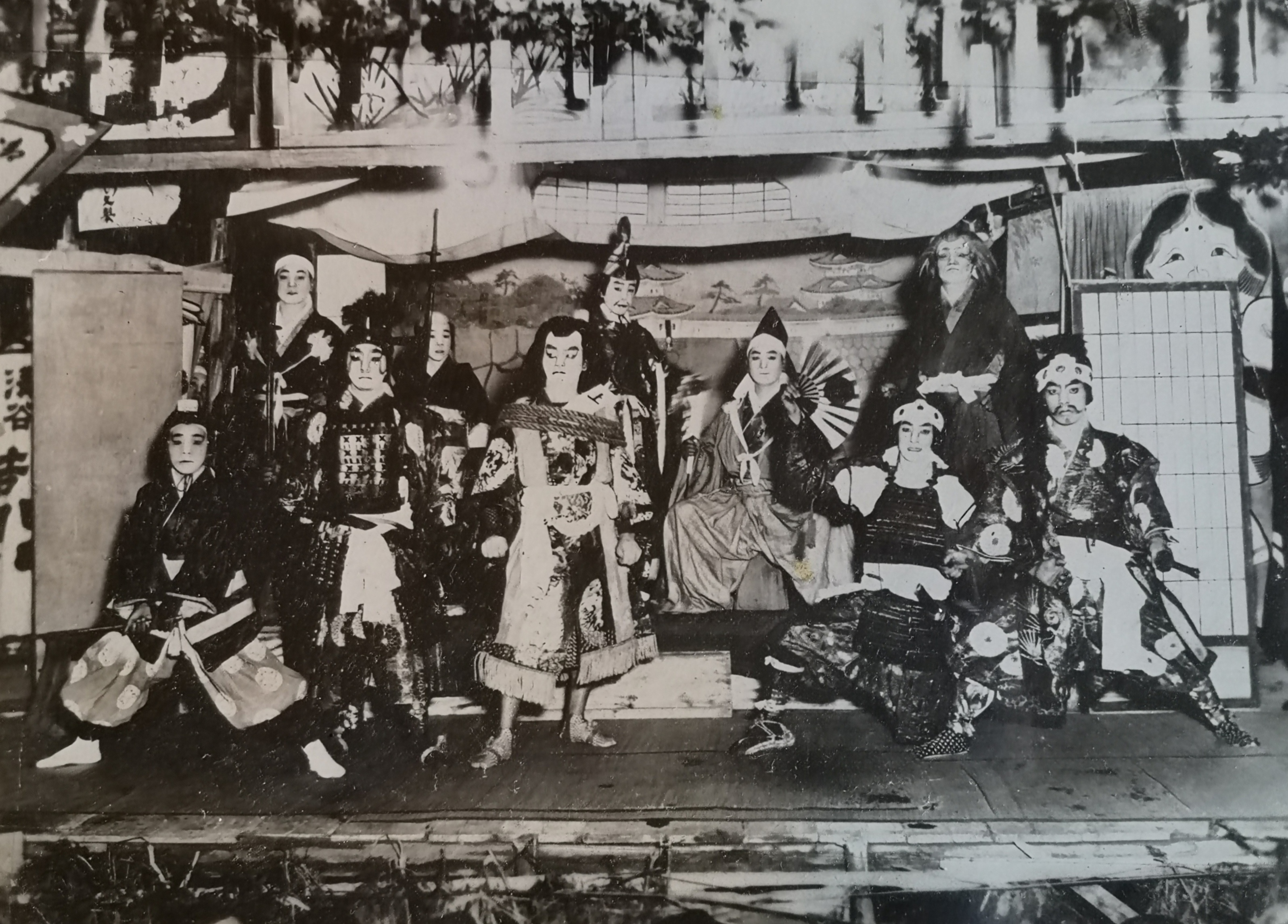
昭和天皇御大典を春日神社で祝った大歌舞伎 1929年（昭和4年）頃

当神社は和田野地区の氏神であり、毎年10月に行われる祭礼は地区を挙げて行われる。竹野郡および中郡の氏神例祭は大正時代半ばに10月10日に統一されたが、2000年（平成12年）以降は10月の第2土曜および日曜日に開催されることとなった。春日神社では、祭礼はこの例祭日当日と15日夜に行われていた。古来、五穀豊穣と家内安全、商売繁盛を祈願し、近現代では交通安全も加えて、集落共同体を強固にするための大切な行事と位置付けられている。昭和初期には神楽と太鼓輿が中心だった。
15日の夜祭りでは境内で青年が相撲をとり、各家から持ち寄ったごちそうで宴会をする習わしがあった。この習わしは終戦後の混乱と食糧事情で断絶し、1955年（昭和30年）頃に一時復活したが、若年層の都市部への流出による人口減少から長続きしなかった。おみくじ券を全戸に配る、和田野国営農地で収穫されたサツマイモを焼き芋にしてふるまう、春日太鼓を叩いて婦人民謡グループが「弥栄音頭」を踊るなどの行事が替りに行われている。
こんにちに引き継がれる例祭の主役は、地元では「屋台」と呼ばれる山車の巡行である。屋台で、昭和天皇の御大典を記念して作られたことに始まり、毎年巡行するようになったのは比較的近年のこととみられる。現存の屋台は1964年（昭和39年）に作られたもので、1995年（平成7年）に350万円余を投じて「春日山」の見送り幕を新調した。「お日輪持ち」と呼ぶ稚児役に主に保育所に通う幼児から選出された2人と役員数名を乗せ、小学4年生以上の若者が牽引する。このほか、太鼓を、和田野区から独立した「太鼓輿保存会」が担う。
このほかの主な行事に、11月14日を正式な日取りとする「お日まち」があり、村役が神主のお祓いを受ける。古来は「太陽を待つ」の意味から夜を徹して神社に籠ったと考えられるが、役員の都合により前後の日程で夜のうちに終わる。

### 和田野神楽
神楽は、かつては和田野の代表的な伝統芸能で、春日神社例祭日当日に各家を訪問して舞う「村回り」をして最後に区長の家で舞い接待を受ける習わしがあった。
神事舞は正午に集合し、笛や太鼓を奏でながら舞い手が神楽屋台を春日神社まで引いてゆき、神楽は御幣と鈴を、天狗は刀と神楽のしりを持ち、その後方でお祓いの笛に合わせて本殿前で御幣をふった。このお祓いの笛を「オロロン」という。
若年層の都市部への流出による担い手不足から、1980年代には伝統芸能保存会を結成して技の継承に努めてきたものの、1990年代には仕事の都合で祭礼に参加できない者が多くなり、保存会の解散、神楽の廃止が検討された。神楽の難しい年には、神楽の装束で鈴を振る簡易な儀式を行うことで代用とし、この簡易な儀式を通称「オロロン」と呼ぶようになった。
神楽は同日に行われる境内の山頂にある須賀神社の祭礼でも奉納され、氏子は各家の御幣を担いで須賀神社に詣でる。

## 境内
拝殿と本殿のある境内は鳥居を抜けて、正面の手水の手前を右折し一段登った先にある。拝殿に向かう参道の左右に江戸期から作られた石灯籠が並んでいる。拝殿の奥の本殿は覆屋の中にあり、参拝者は覆屋の中に入って本殿の側面や背面を眺めることができる。手水の前をそのまま進み、奥の急な石段を登った先に須賀神社があり、残りの2社は本殿の周囲に鎮座する。

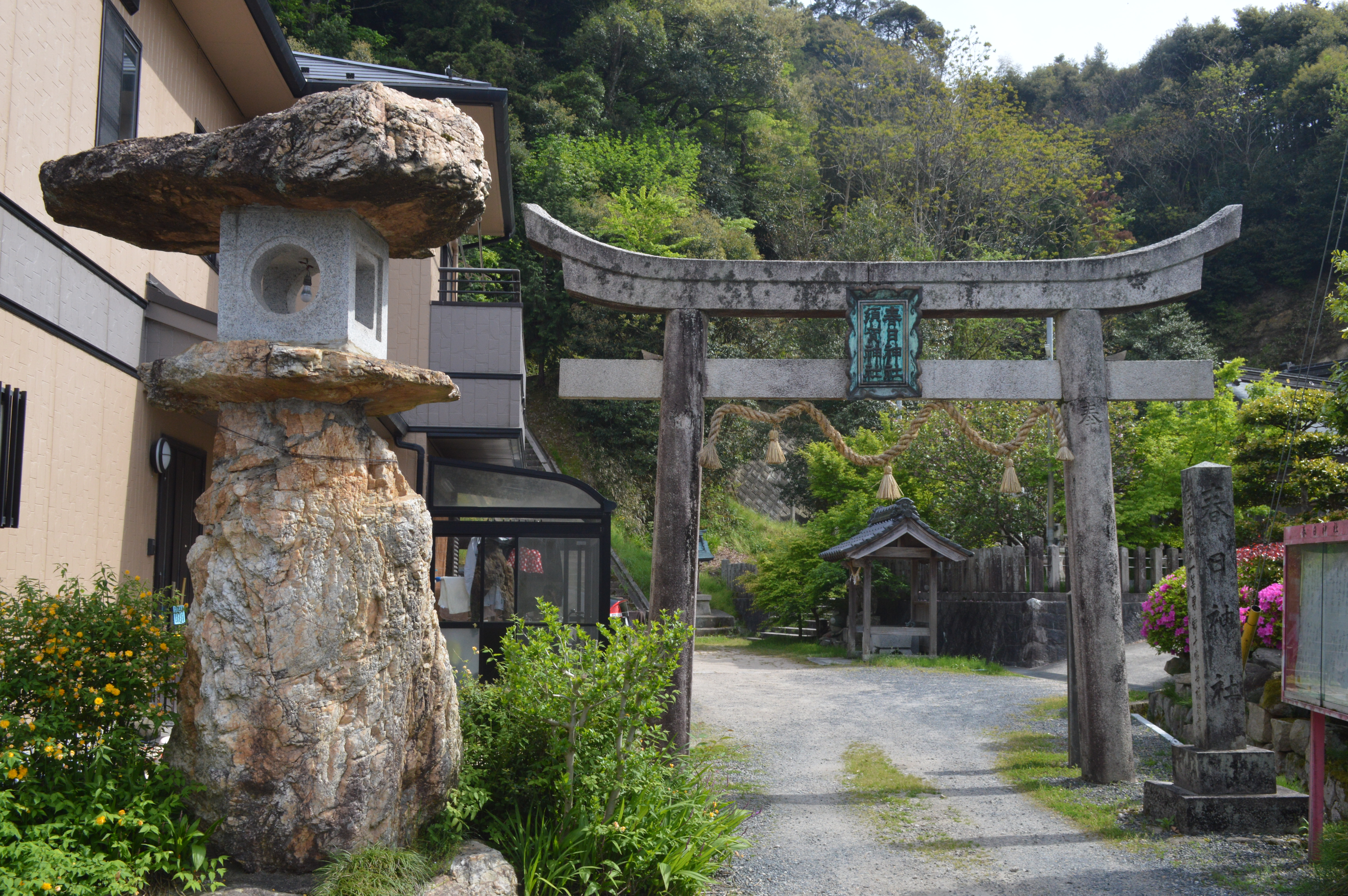
春日神社入り口の鳥居　日露戦争の戦勝記念として建立された
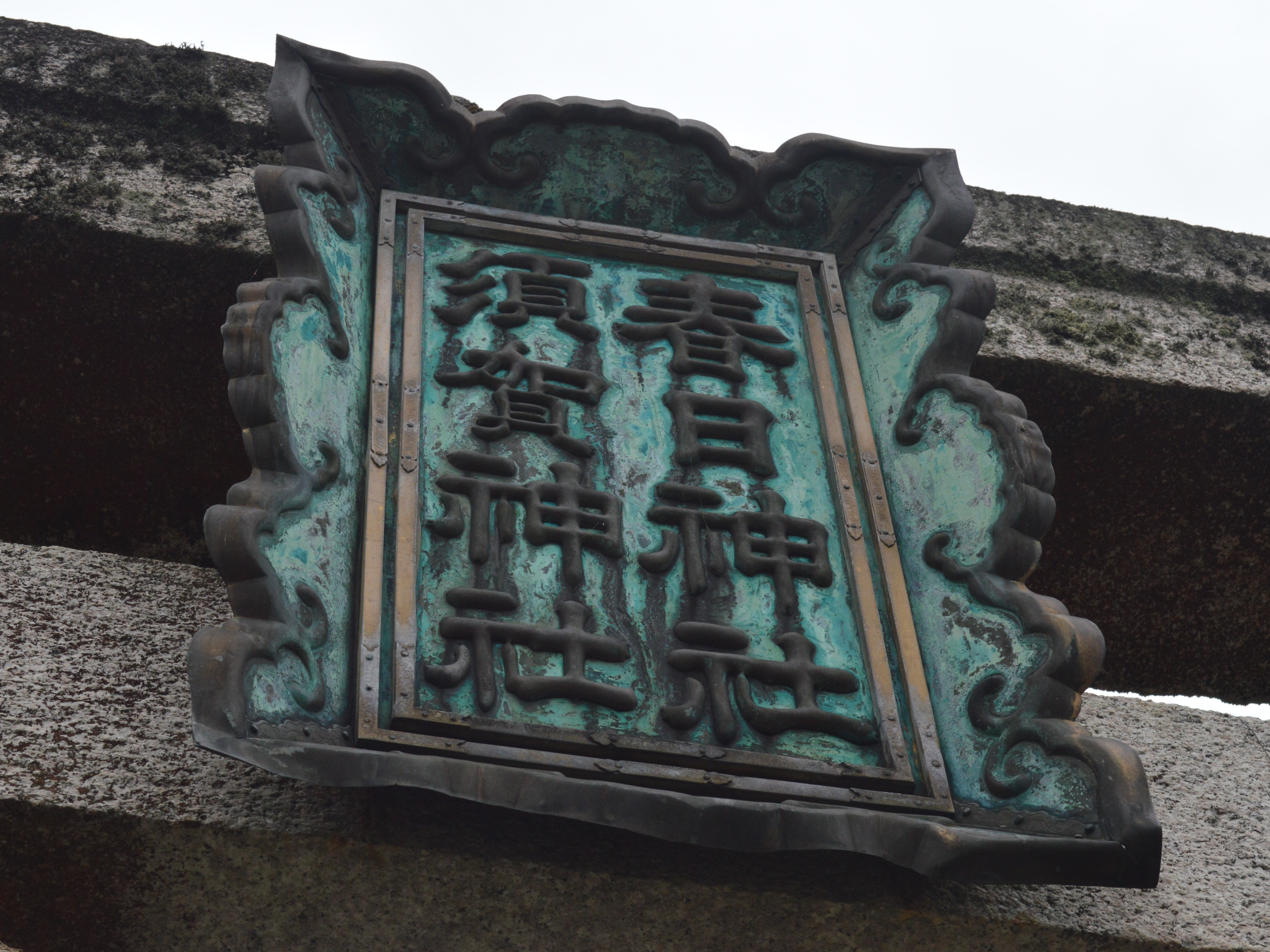
鳥居の額、春日神社と須賀神社の社名がある
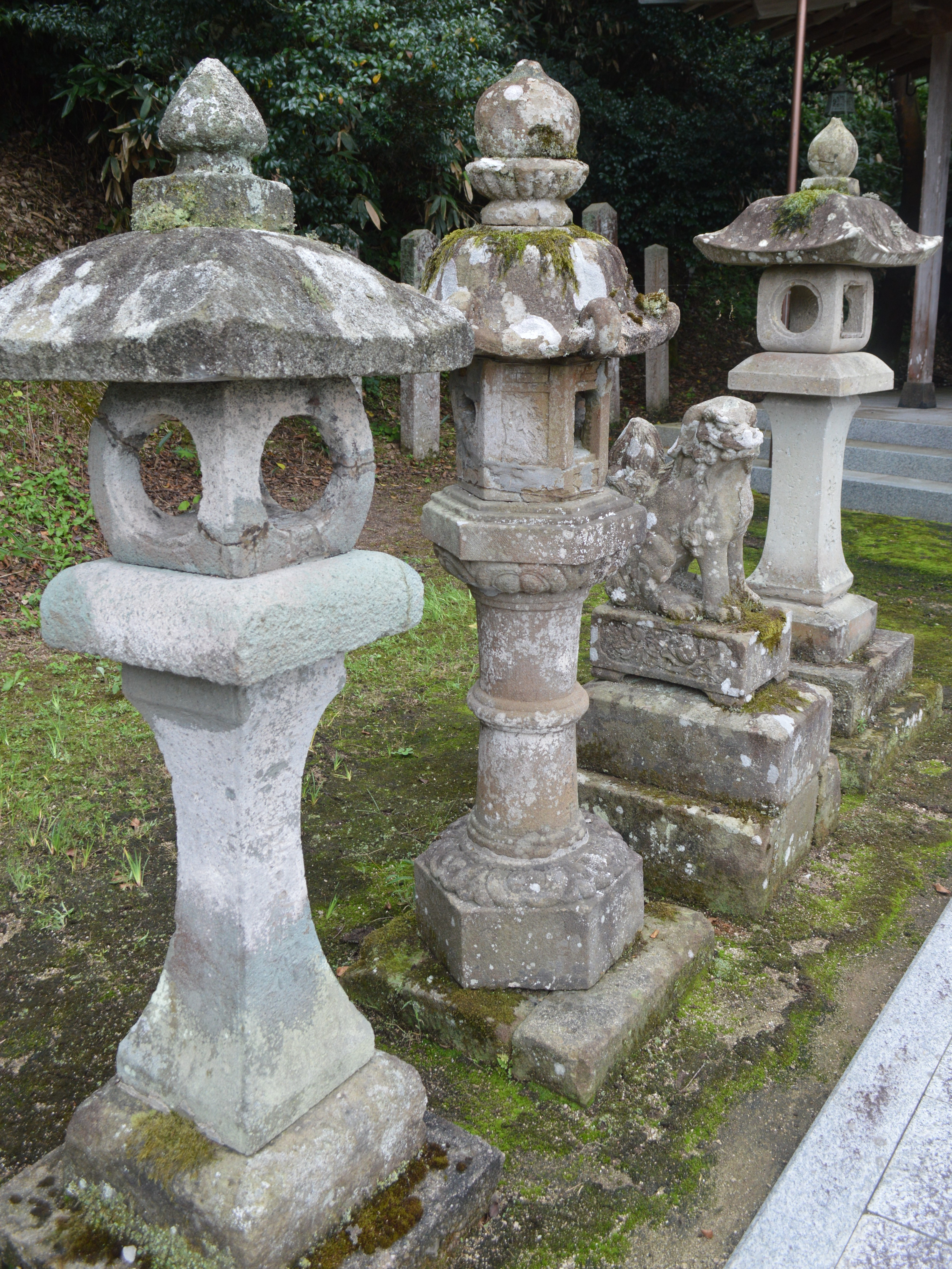
参道左手の灯篭と狛犬
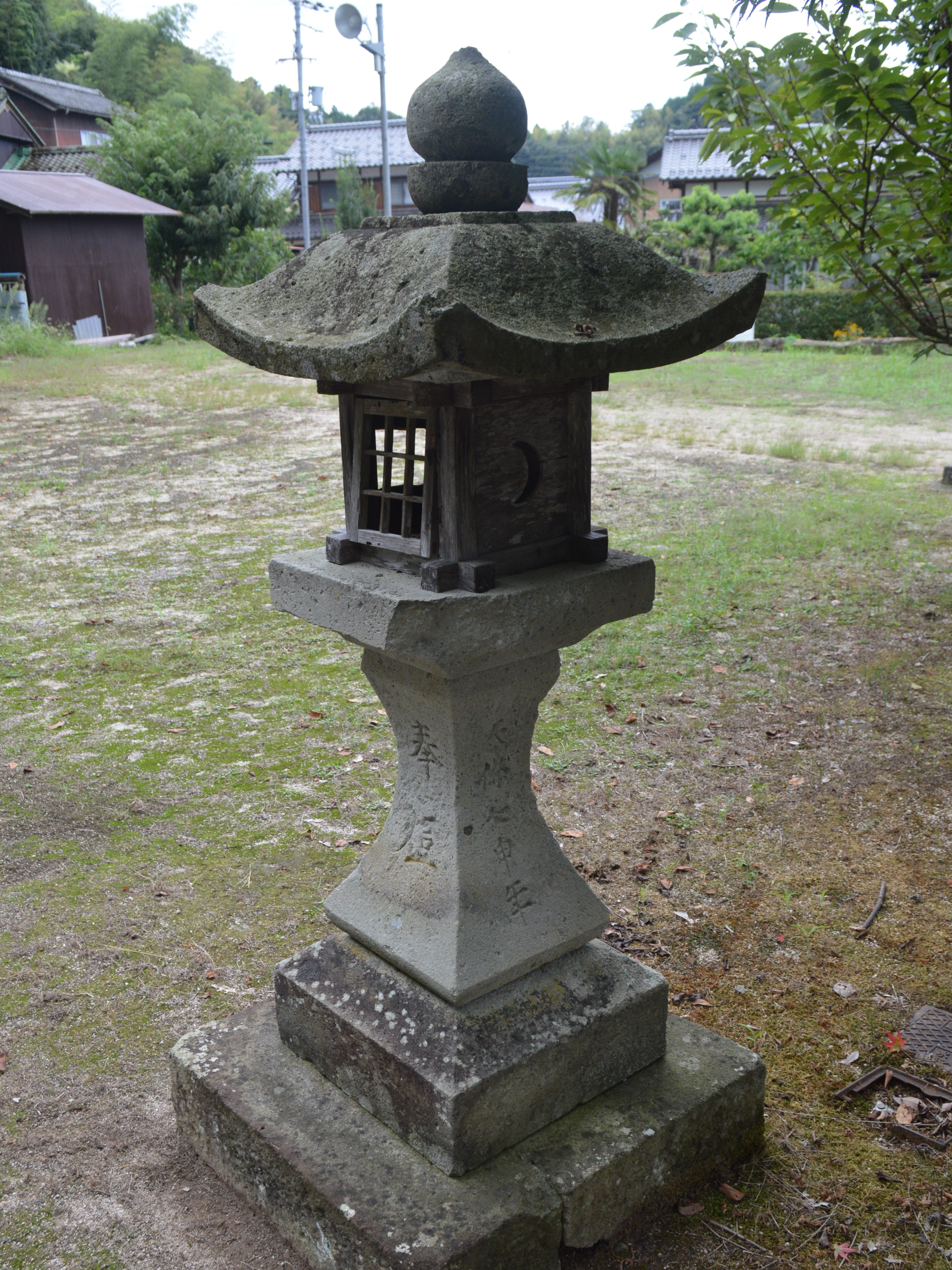
参道右手の灯篭
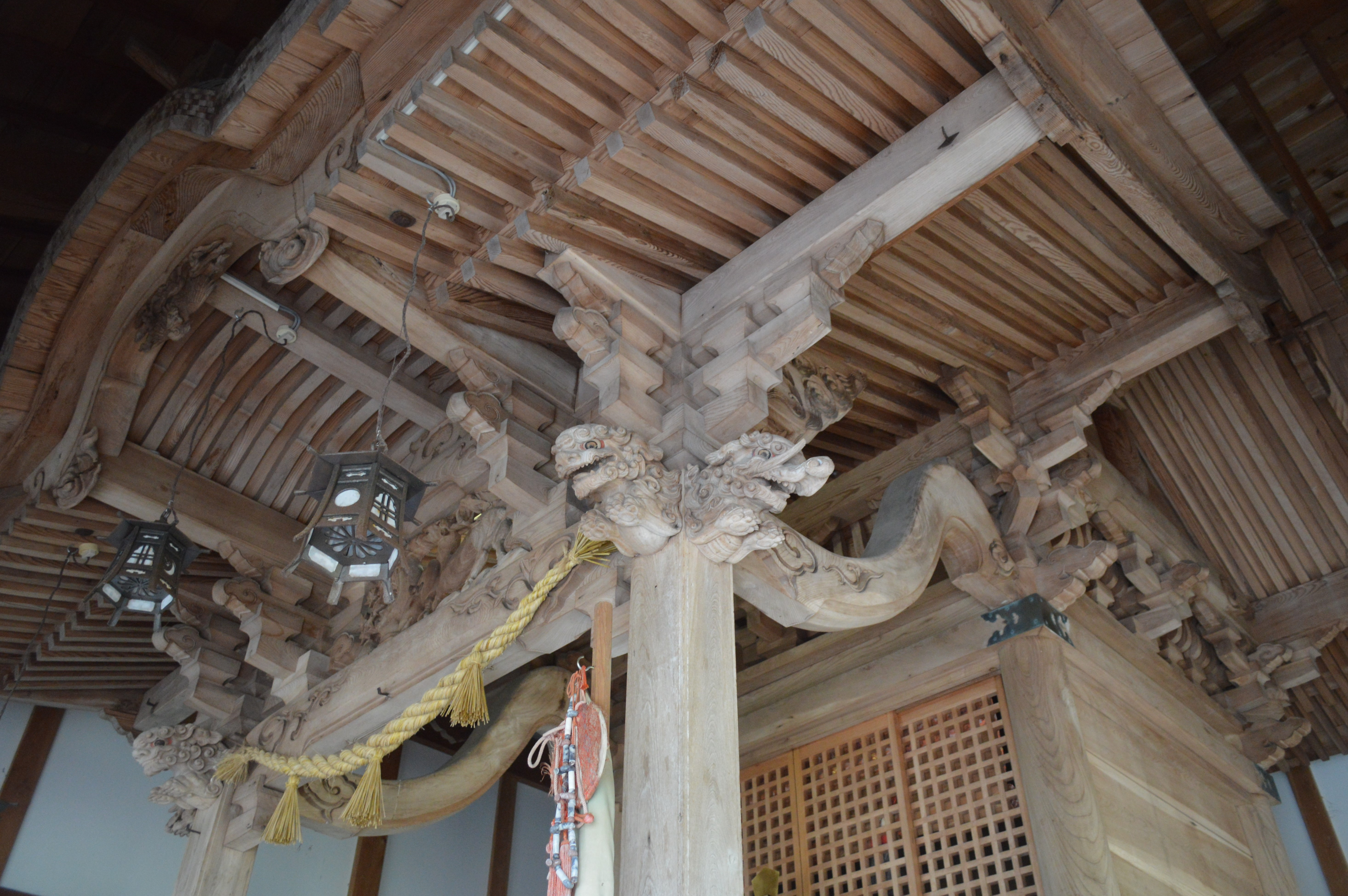
覆屋の中にある本殿、風雨にさらされていないので良好な状態である
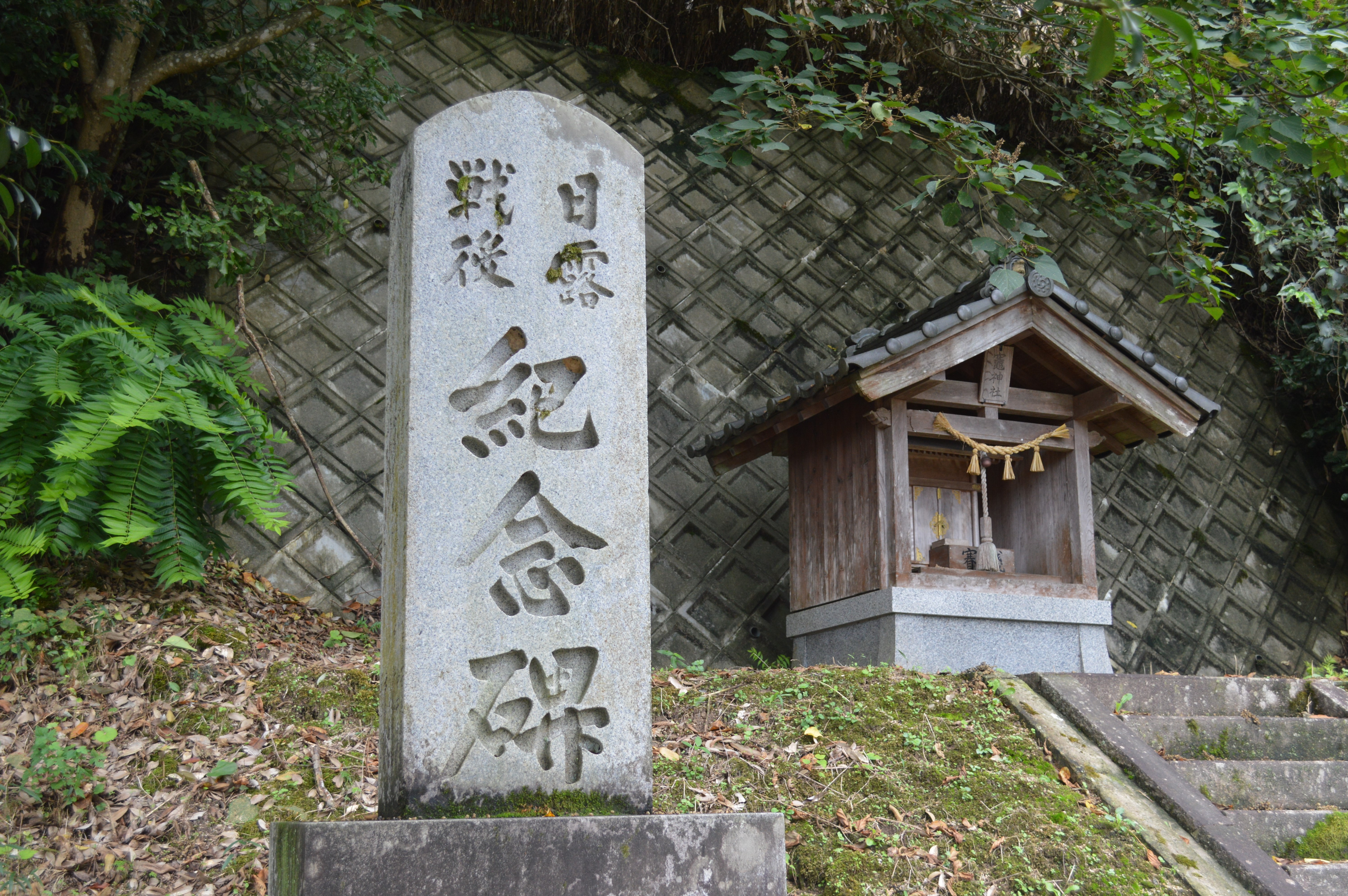
境内にある日露戦役紀念碑

## 交通
- 京都丹後鉄道宮豊線網野駅下車、丹海バス弥栄網野砂丘線（約40分）「機業センター前」下車徒歩5分。
- 京都丹後鉄道宮豊線峰山駅下車、丹海バス丹後峰山線または間人循環線（約15分）「弥栄病院前」下車徒歩10分